# Coupe intercontinentale 1991
La Coupe intercontinentale 1991 est la 30e édition de la Coupe intercontinentale. Le match oppose le club yougoslave du FK Étoile rouge de Belgrade, vainqueur de la Coupe des clubs champions européens 1990-1991 aux Chiliens du Club Social y Deportivo Colo-Colo, vainqueur de la Copa Libertadores 1991. C'est la première participation de ces deux clubs dans cette compétition.
Le match se déroule au Stade national de Tōkyō au Japon devant 60 000 spectateurs, et est dirigé par l'arbitre suisse Kurt Röthlisberger. L'Étoile rouge l'emporte sur le score de trois buts à zéro, remportant ainsi sa première Coupe intercontinentale, et son milieu de terrain Vladimir Jugović, double buteur, est élu homme du match. En 2017, le Conseil de la FIFA a reconnu avec document officiel (de jure) tous les champions de la Coupe intercontinentale avec le titre officiel de clubs de football champions du monde, c'est-à-dire avec le titre de champions du monde FIFA, initialement attribué uniquement aux gagnantsles de la Coupe du monde des clubs FIFA.

## Feuille de match
Les règles du match sont les suivantes : la durée de la rencontre est de 90 minutes. S'il y a toujours match nul, une prolongation de deux fois quinze minutes et jouée. S'il y a toujours égalité au terme de cette prolongation, une séance de tirs au but est réalisée. Trois remplacements sont autorisés pour chaque équipe.
| 8 décembre 1991 | Étoile rouge de Belgrade     | 3 - 0   | Colo Colo | Stade national de Tōkyō                             |                                                     |
|                 | Jugović 19e 58e · Pančev 72e | (1 - 0) |           | Spectateurs : 60 000 Arbitrage : Kurt Röthlisberger | Spectateurs : 60 000 Arbitrage : Kurt Röthlisberger |
|                 | Rapport                      |         |           | Spectateurs : 60 000 Arbitrage : Kurt Röthlisberger | Spectateurs : 60 000 Arbitrage : Kurt Röthlisberger |

| Étoile rouge | Colo Colo |

| Étoile rouge :  |    |                       |                |
|                 |    |                       |                |
| G               | 1  | Zvonko Milojević      |                |
| D               | 5  | Miodrag Belodedić     |                |
| D               | 2  | Duško Radinović (en)  |                |
| D               | 6  | Ilija Najdoski        |                |
| D               | 11 | Siniša Mihajlović     | Averti         |
| D               | 3  | Goran Vasilijević     | Averti         |
| M               | 7  | Vlada Stošić          |                |
| M               | 4  | Vladimir Jugović      | Homme du match |
| A               | 8  | Milorad Ratković (en) |                |
| M               | 10 | Dejan Savićević       | 42e            |
| A               | 9  | Darko Pančev          |                |
| Entraîneur :    |    |                       |                |
| Vladica Popović |    |                       |                |

| COLO COLO :   |    |                        |        |     |
|               |    |                        |        |     |
| G             | 1  | Daniel Morón           |        |     |
| D             | 2  | Lizardo Garrido        |        |     |
| D             | 4  | Javier Margas          |        |     |
| D             | 6  | Miguel Ramírez         | Averti | 60e |
| D             | 8  | Agustín Salvatierra    |        | 65e |
| M             | 3  | Gabriel Mendoza        |        |     |
| M             | 5  | Eduardo Vilches        |        |     |
| M             | 7  | Marcelo Barticciotto   |        |     |
| M             | 10 | Jaime Pizarro          |        |     |
| A             | 9  | Patricio Yáñez         |        |     |
| A             | 11 | Rubén Martínez         |        |     |
| Remplaçants : |    |                        |        |     |
| D             | 16 | Hugo Rubio             | 60e    |     |
| D             | 14 | Ricardo Dabrowski (en) | 65e    |     |
| Entraîneur :  |    |                        |        |     |
| Mirko Jozić   |    |                        |        |     |

Homme du match :

Vladimir Jugović (Etoile rouge)